# Soaring Hall of Fame
 (signalé en mai 2025).
Si vous disposez d'ouvrages ou d'articles de référence ou si vous connaissez des sites web de qualité traitant du thème abordé ici, merci de compléter l'article en donnant les références utiles à sa vérifiabilité et en les liant à la section « Notes et références ».
- Archive Wikiwix
- Bing
- Cairn
- DuckDuckGo
- E. Universalis
- Gallica
- Google
- G. Books
- G. News
- G. Scholar
- Persée
- Qwant
- (zh) Baidu
- (ru) Yandex
- (wd) trouver des œuvres sur Wikidata

Le Soaring Hall of Fame reconnaît les personnes qui ont réalisé les plus grandes réalisations ou contributions au sport du vol à voile aux États-Unis d'Amérique. Il se trouve au National Soaring Museum à Elmira, New York, depuis 1975. Le Temple de la renommée a intronisé les personnes suivantes, classées par ordre alphabétique, avec leur année d'intronisation entre parenthèses:
- George Applebay (1999)
- Leslie R. Arnold (1983)
- Ralph S. Barnaby (1955)
- Lewin B. Barringer (1955)
- Stephen J. Bennis (1977)
- Paul F. Bikle (1960)
- Howard C. Blossom (1989)
- William Hawley Bowlus (1954)
- William G. Briegleb (1958)
- John M. Brittingham (1985)
- Francis P. Bundy (2001)
- Howard E. Burr (1987)
- Richard W. Butler (2007)
- Jay Buxton (1956)
- Edward F. Byars (1992)
- John Byrd (2004)
- Bruce Carmichael (2002)
- Bernard S. Carris (1986)
- Jon D. Carsey (1961)
- Octave Chanute (1999)
- J. Shelley Charles (1960)
- H. M. Claybourn (1969)
- Henry G. Combs (1988)
- Francis B. Compton (1972)
- William H. Coverdale, Jr. (1978)
- Alex Dawydoff (1967)
- Chester Decker (1978)
- Helen R. Dick (1968)
- Richard C. duPont (1954)
- Stephen duPont (1987)
- Warren E. Eaton (1954)
- Lawrence E. Edgar (1971)
- Einar K. Enevoldson (2010)
- Edward S. Evans (2002)
- R.E. Franklin (1957)
- Lanier Frantz (1986)
- Robert E. Gaines (2011)
- John W. "Dr.Jack" Glendening (2014)
- H. Ray Gimmey (2000)
- John F. Good (2011)
- Ben W. Greene (1970)
- Frank R. Gross (1995)
- Doris F. Grove (1988)
- Stanley A. Hall (1974)
- Harriet Hamilton (2003)
- E. Gene Hammond (1996)
- Patricia Hange (2003)
- Albert E. Hastings (1973)
- Carl Herold (1996)
- Barron Hilton (1991)
- William C. Holbrook (1974)
- Richard Johnson II (1956)
- William S. Ivans (1962)
- Douglas L. Jacobs (1990)
- William Frank Kelsey (1981)
- Wolfgang Klemperer (1954)
- Thomas L. Knauff (1997)
- Joachim P. Kuettner (1981)
- Johann G. Kuhn (1994)
- John W. Laister (1969)
- Doug Lamont (1992)
- Lianna Lamont (1992)
- Hal M. Lattimore (1989)
- Allen L. Leffler (2001)
- Emil A. Lehecka (1982)
- Parker Leonard (1973)
- Lloyd M. Licher (1982)
- Joseph C. Lincoln (1961)
- Hannes M. Linke (1998)
- Paul B. MacCready, Jr. (1954)
- Lyle Maxey (2002)
- Donald S. Mitchell (1990)
- George B. Moffat, Jr. (1963)
- John J. Montgomery (2001)
- Robert Lee Moore (2000)
- Ted Nelson (1985)
- Leonard A. Niemi (2004)
- John K. O'Meara (1956)
- Rudolf Opitz (1993)
- Thomas Page (1975)
- Alvin H. Parker (1965)
- Ramon H. Parker (1964)
- James M. Payne (2008)
- Irving O. Prue (1964)
- August Raspet (1956)
- E. J. Reeves (1970)
- John Robinson (1954)
- Harland C. Ross (1959)
- Bertha M. Ryan (1972)
- John D. Ryan (1966)
- Alcide Santilli (1979)
- Victor M. Saudek (1980)
- Gustav Scheurer (1975)
- Richard E. Schreder (1962)
- Wilfred C. Schuemann (2006)
- Arthur B. Schultz (1957)
- Ernest Schweizer (1955)
- Paul A. Schweizer (1955)
- Virginia B. Schweizer (1971)
- William Schweizer (1984)
- Wally Scott (1965)
- Grenville L. Seibels II (1998)
- Harner Selvidge (1976)
- Bob Semans (2003)
- Edgar D. Seymour (1995)
- Theodore E. Sharp (1983)
- A. J. Smith (1968)
- Bernald S. Smith (1984)
- Stanley W. Smith (1957)
- Earl R. Southee (1982)
- Charles Spratt (1993)
- William C. Sproull (1997)
- Robert M. Stanley (1976)
- Sterling V. Starr (1979)
- Joseph P. Steinhauser (1994)
- Harvey Stephens (1966)
- Karl H. Striedieck II (1980)
- Floyd J. Sweet (1963)
- Robert F. Symons (1958)
- Paul E. Tuntland (1955)
- Gunter Voltz (2004)
- Bernard L. Wiggin (1977)
- Elizabeth Woodward (1967)
- Orville Wright (1955)
- Wilbur Wright (1955)
- Eugart W. Yerian (1991)